# Wolf Siegfried Wagner
Wolf Siegfried Wagner, född 6 december 1943 i Bayreuth, är en tysk operaregissör, scenograf och arkitekt.

## Biografi
Wolf Siegfried Wagner föddes som andra barn till Richard Wagners barnbarn Wieland Wagner och Gertrud Wagner, född Reissinger. Hans syskon är Iris Wagner, Nike Wagner och Daphne Wagner.
Efter att ha tagit examen från gymnasiet 1964 studerade Wagner arkitektur och måleri i Berlin och München. Från 1967 till 1969 var han biträdande direktör vid Grand Théâtre de Genève och Deutsches Schauspielhaus i Hamburg, och från 1970 till 1972 stipendiat vid Center For Advanced Study, University of Illinois. Wagner arbetade som scenograf och regissör vid ett flertal operahus och teatrar, bland annat Staatstheater Stuttgart och Kammerspiele i München. Han har haft internationella uppdrag i Palermo, Rom, Lissabon, Rio de Janeiro, London, Teheran. Sedan 1988 bor Wagner på Mallorca och arbetar som arkitekt och byggentreprenör.
Han gifte sig senare med Marie Eleanore von Lehndorff-Steinort, vars far Heinrich Graf von Lehndorff-Steinort var inblandad i komplotten att mörda Adolf Hitler den 20 juli 1944.

## Skrifter (urval)
- Die Geschichte unserer Familie in Bildern. Bayreuth 1876 – 1976. Rogner und Bernhard, München 1976, ISBN 3-8077-0055-2.